# Bettancourt-la-Longue
Pour les articles ayant des titres homophones, voir Bettancourt-la-Longue, Betoncourt et Bethoncourt.
Bettancourt-la-Longue est une commune française, située dans le département de la Marne en région Grand Est.

## Géographie
| Vernancourt    | Charmont              | Vroil                     |
|                | Bettancourt-la-Longue | Rancourt-sur-Ornain Meuse |
| Villers-le-Sec | Alliancelles          |                           |

### Hydrographie
La commune est dans la région hydrographique « la Seine de sa source au confluent de l'Oise (exclu) » au sein du bassin Seine-Normandie. Elle est drainée par la Chée, le Cru et le Fossé 01 de la commune de Bettancourt-la-Longue,.
La Chée, d'une longueur de 69 km, prend sa source dans la commune de Seigneulles et se jette  dans la Saulx à Vitry-en-Perthois, après avoir traversé 21 communes. Les caractéristiques hydrologiques de la Chée sont données par la station hydrologique située sur la commune. Le débit moyen mensuel est de 2,6 m3/s. Le débit moyen journalier maximum est de 70,5 m3/s, atteint lors de la crue du 3 février 2020. Le débit instantané maximal est quant à lui de 118 m3/s, atteint le même jour.
Le Cru, d'une longueur de 12 km, prend sa source dans la commune  et se jette  dans le Flancon à Jussecourt-Minecourt, après avoir traversé sept communes. 

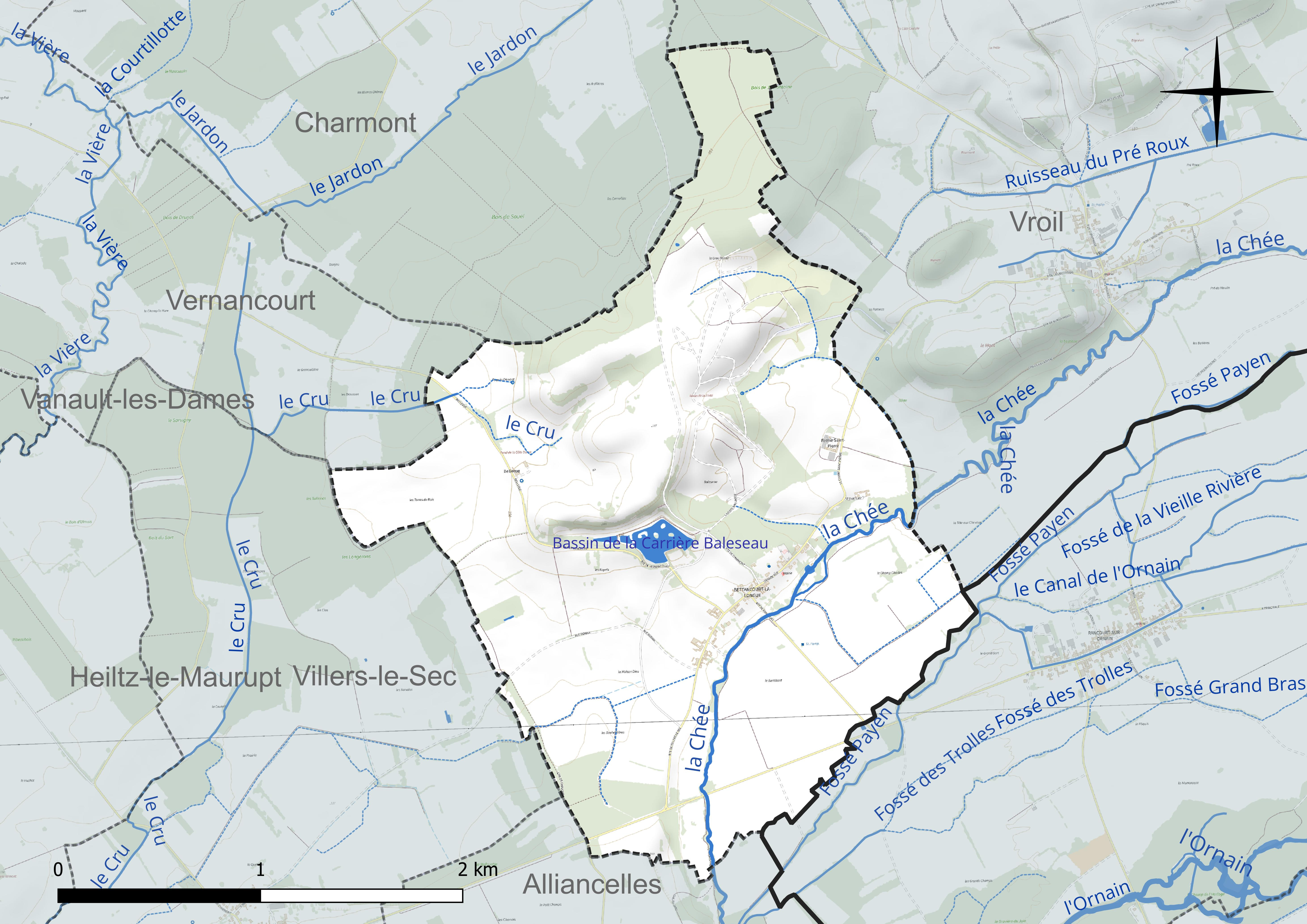
Réseau hydrographique de Bettancourt-la-Longue.

Un plan d'eau complète le réseau hydrographique : le bassin de la carrière Baleseau (3,6 ha),.

### Climat
Pour des articles plus généraux, voir Climat du Grand Est et Climat de la Marne.
En 2010, le climat de la commune est de type climat des marges montargnardes, selon une étude du Centre national de la recherche scientifique s'appuyant sur une série de données couvrant la période 1971-2000. En 2020, Météo-France publie une typologie des climats de la France métropolitaine dans laquelle la commune est exposée à un climat océanique altéré et est dans une zone de transition entre les régions climatiques « Nord-est du bassin Parisien » et « Lorraine, plateau de Langres, Morvan ». 
Pour la période 1971-2000, la température annuelle moyenne est de 10,4 °C, avec une amplitude thermique annuelle de 15,8 °C. Le cumul annuel moyen de précipitations est de 852 mm, avec 12,8 jours de précipitations en janvier et 8,9 jours en juillet. Pour la période 1991-2020, la température moyenne annuelle observée sur la station météorologique de Météo-France la plus proche, « Vassincourt », sur la commune de Vassincourt à 11 km à vol d'oiseau, est de 11,4 °C et le cumul annuel moyen de précipitations est de 871,0 mm. 
La température maximale relevée sur cette station est de 41,7 °C, atteinte le 24 juillet 2019 ; la température minimale est de −17,4 °C, atteinte le 20 décembre 2009,,. 
Les paramètres climatiques de la commune ont été estimés pour le milieu du siècle (2041-2070) selon différents scénarios d'émission de gaz à effet de serre à partir des nouvelles projections climatiques de référence DRIAS-2020. Ils sont consultables sur un site dédié publié par Météo-France en novembre 2022.

## Urbanisme

### Typologie
Au 1er janvier 2024, Bettancourt-la-Longue est catégorisée commune rurale à habitat très dispersé, selon la nouvelle grille communale de densité à sept niveaux définie par l'Insee en 2022.
Elle est située hors unité urbaine et hors attraction des villes,.

### Occupation des sols
L'occupation des sols de la commune, telle qu'elle ressort de la base de données européenne d’occupation biophysique des sols Corine Land Cover (CLC), est marquée par l'importance des territoires agricoles (72,2 % en 2018), en diminution par rapport à 1990 (76,7 %). La répartition détaillée en 2018 est la suivante : 
prairies (52,2 %), mines, décharges et chantiers (16,4 %), terres arables (14,8 %), forêts (11,5 %), zones agricoles hétérogènes (5,2 %). L'évolution de l’occupation des sols de la commune et de ses infrastructures peut être observée sur les différentes représentations cartographiques du territoire : la carte de Cassini (XVIIIe siècle), la carte d'état-major (1820-1866) et les cartes ou photos aériennes de l'IGN pour la période actuelle (1950 à aujourd'hui).

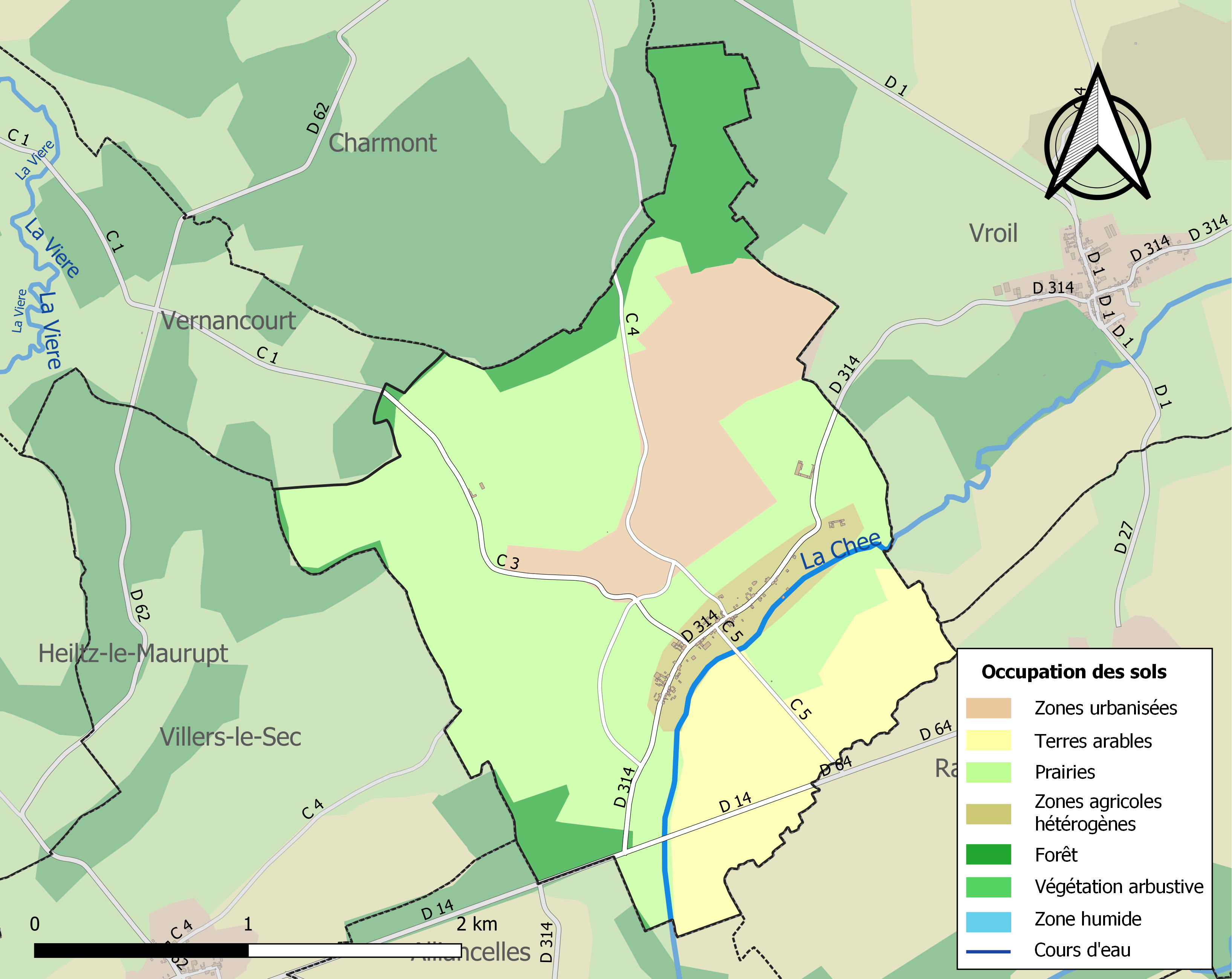
Carte des infrastructures et de l'occupation des sols de la commune en 2018 (CLC).

## Toponymie
Le nom de la localité est attesté sous les formes Bettonis Curtis (commencement du XIe siècle) ; Bettencurt (1150) ; Betuncourt (1147) ; Betuncurt (1153-1161) ; Bettancurtis (1187) ; Betancort (vers 1252) ; Betuncort (XIIIe siècle) ; Betoncuria (XIIIe siècle) ; Boutancourt, Betancourt (vers 1300) ; Bettancourt la Longue (1386) ; Bethancourt (1400) ; Bertoncourt la Longue (1400) ; Betancourt en Pertois (1403) ; Bethancuria (1405) ; Vatancourt la Longue (1444) ; Allodium de Bituncurte (1464) ; Bedencourt (1487) ; Betancuria (1542) ; Bottancour (1667) ; Bertancourt (1676) ; Bettancourt en 1801.

Sens du toponyme : le domaine (court) appartenant à Bethon, Bethan (nom de personne d'origine germanique).

## Politique et administration

### Intercommunalité
La commune, antérieurement membre de la communauté de communes des Côtes de Champagne, est membre, depuis le 1er janvier 2014, de la communauté de communes Côtes de Champagne et Saulx.
En effet, conformément aux prévisions du schéma départemental de coopération intercommunale (SDCI) de la Marne du 15 décembre 2011, les quatre petites intercommunalités : 

- communauté de communes de Saint-Amand-sur-Fion, 
- communauté de communes des Côtes de Champagne, 
-  communauté de communes des Trois Rivières 
- communauté de communes de Champagne et Saulx 

ont fusionné le 1er janvier 2014, en intégrant la commune isolée de Merlaut, pour former la nouvelle communauté de communes Côtes de Champagne et Saulx.
Dans le cadre des prévisions du nouveau schéma départemental de coopération intercommunale (SDCI) de la Marne du 30 mars 2016, celle-ci fusionne le 1er janvier 2017 avec cinq des sept communes de Saulx et Bruxenelle (Étrepy, Pargny-sur-Saulx, Blesme, Saint-Lumier-la-Populeuse, Sermaize-les-Bains) pour former la nouvelle communauté de communes Côtes de Champagne et Val de Saulx, dont Bettancourt-la-Longue est désormais membre.

### Liste des maires
| Période                                  | Période                      | Identité              | Étiquette | Qualité                                                       |
| ---------------------------------------- | ---------------------------- | --------------------- | --------- | ------------------------------------------------------------- |
| Les données manquantes sont à compléter. |                              |                       |           |                                                               |
| 1813                                     | 1815                         | Henri Hériot de Vroil |           | devient chevau-léger de la garde du roi, puis maire de Courcy |
| avant 1875                               | après 1877                   | Carquet               |           |                                                               |
| Les données manquantes sont à compléter. |                              |                       |           |                                                               |
| 2001                                     | En cours (au 4 juillet 2014) | Jean-Marie Tassinari  |           | Réélu pour le mandat 2020-2026,                               |

## Équipements et services publics

### Eau et déchets
Le service public des déchets est assuré par le Syndicat mixte du Sud-Est Marnais (SYMSEM), qui a mis en place une redevance incitative. La collecte des ordures ménagères résiduelles (en bacs noirs pucés ou en sacs rouges prépayés) et des emballages ménagers recyclables (en sacs jaunes) est réalisée en porte à porte. Le SYMSEM adhérant au syndicat de valorisation des ordures ménagères de la Marne (SYVALOM), ces déchets sont amenés en centre de transfert à Sainte-Menehould ou Vitry-en-Perthois, puis valorisés sur le site de La Veuve. La collecte du verre se fait en apport volontaire, avant transformation dans une usine de Reims. Pour les déchets volumineux ou dangereux, le SYMSEM met à disposition de ses habitants une plateforme de déchets verts et gravats, à Saint-Amand-sur-Fion, ainsi que 12 déchèteries, à Arrigny, Courtisols, Givry-en-Argonne, Mairy-sur-Marne, Pargny-sur-Saulx, Pogny, Sainte-Menehould, Thiéblemont-Farémont, Valmy, Vanault-les-Dames, Villers-en-Argonne et Ville-sur-Tourbe.

### Postes et télécommunications
Deux boîtes aux lettres de La Poste se trouvent sur le territoire de la commune, Grande Rue. Le bureau de poste le plus proche est situé à Sermaize-les-Bains, à environ 5 km de Bettancourt-la-Longue.

### Justice, sécurité et secours
Du point de vue judiciaire, Bettancourt-la-Longue relève du conseil de prud'hommes, du tribunal de commerce, du tribunal judiciaire, du tribunal paritaire des baux ruraux et du tribunal pour enfants de Châlons-en-Champagne, dans le ressort de la cour d'appel de Reims. Pour le contentieux administratif, la commune dépend du tribunal administratif de Châlons-en-Champagne et de la cour administrative d'appel de Nancy.
Bettancourt-la-Longue est située en secteur Gendarmerie nationale et dépend de la brigade de Sermaize-les-Bains.
En matière d'incendie et de secours, les casernes les plus proches sont celles de Sermaize-les-Bains et Vanault-les-Dames, rattachées au Service départemental d'incendie et de secours (SDIS) de la Marne. 

## Population et société

### Démographie
L'évolution du nombre d'habitants est connue à travers les recensements de la population effectués dans la commune depuis 1793. Pour les communes de moins de 10 000 habitants, une enquête de recensement portant sur toute la population est réalisée tous les cinq ans, les populations de référence des années intermédiaires étant quant à elles estimées par interpolation ou extrapolation. Pour la commune, le premier recensement exhaustif entrant dans le cadre du nouveau dispositif a été réalisé en 2006.

En 2022, la commune comptait 75 habitants, en évolution de −5,06 % par rapport à 2016 (Marne : −1,19 %, France hors Mayotte : +2,11 %).
| 1793 | 1800 | 1806 | 1821 | 1831 | 1836 | 1841 | 1846 | 1851 |
| ---- | ---- | ---- | ---- | ---- | ---- | ---- | ---- | ---- |
| 399  | 385  | 402  | 374  | 383  | 351  | 326  | 330  | 327  |

| 1856 | 1861 | 1866 | 1872 | 1876 | 1881 | 1886 | 1891 | 1896 |
| ---- | ---- | ---- | ---- | ---- | ---- | ---- | ---- | ---- |
| 333  | 338  | 328  | 289  | 278  | 273  | 272  | 237  | 254  |

| 1901 | 1906 | 1911 | 1921 | 1926 | 1931 | 1936 | 1946 | 1954 |
| ---- | ---- | ---- | ---- | ---- | ---- | ---- | ---- | ---- |
| 207  | 194  | 175  | 152  | 132  | 117  | 107  | 123  | 128  |

| 1962 | 1968 | 1975 | 1982 | 1990 | 1999 | 2006 | 2011 | 2016 |
| ---- | ---- | ---- | ---- | ---- | ---- | ---- | ---- | ---- |
| 102  | 94   | 79   | 81   | 78   | 72   | 85   | 87   | 79   |

| 2021 | 2022 | - | - | - | - | - | - | - |
| ---- | ---- | - | - | - | - | - | - | - |
| 75   | 75   | - | - | - | - | - | - | - |

## Culture et patrimoine

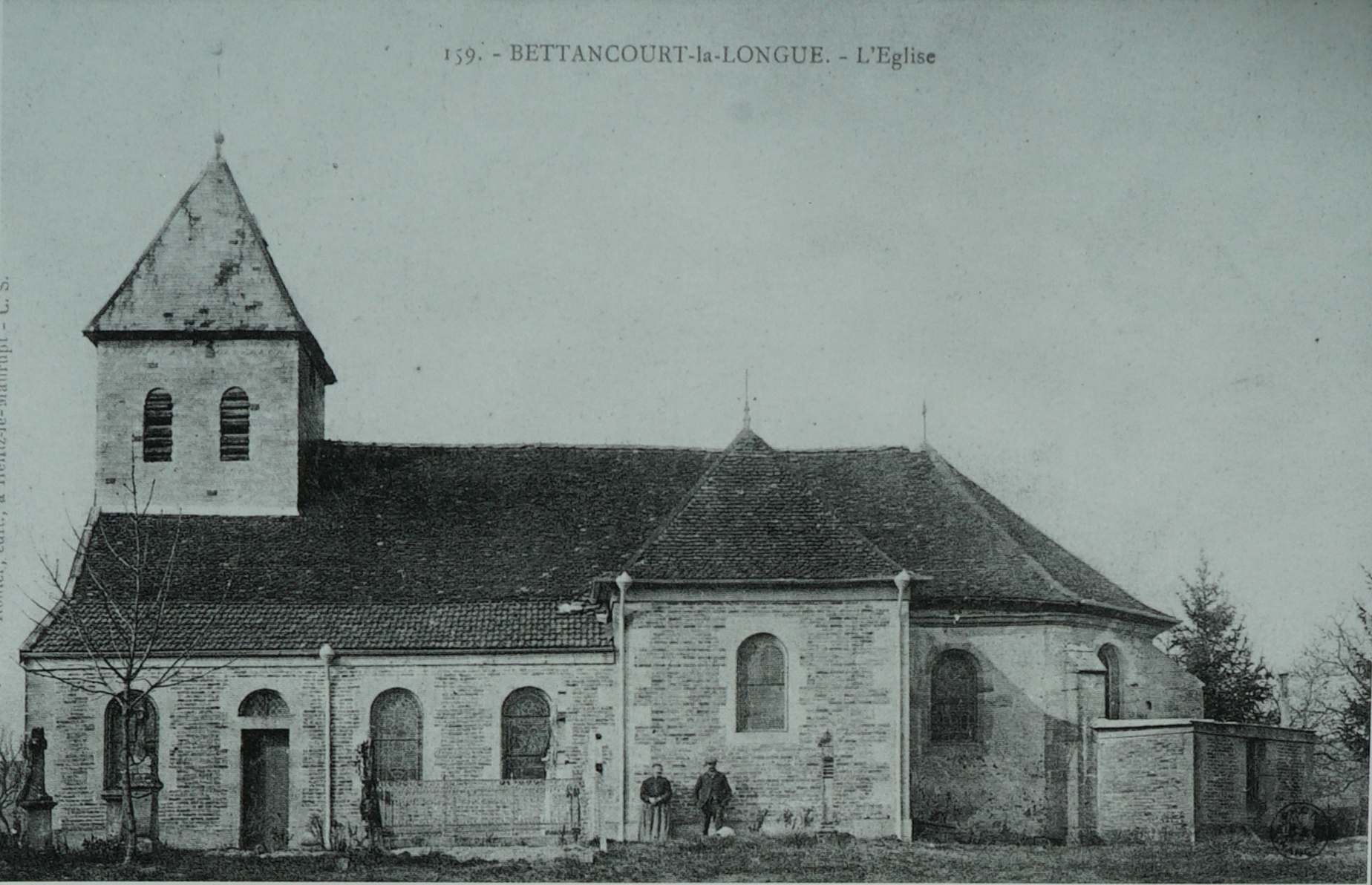
L'église en 1912.

### Lieux et monuments
- Château de Bettancourt
- L'église.

## Sources